# Piotr Tatjewski
Piotr Tatjewski (ur. 12 października 1949 w Warszawie) – polski profesor doktor habilitowany nauk technicznych, specjalista w zakresie automatyki, elektroniki, elektrotechniki i technologii kosmicznych. 

## Życiorys
Absolwent VI Liceum Ogólnokształcącego im. Tadeusza Reytana w Warszawie (1967) i studiów wyższych na Wydziale Elektroniki Politechniki Warszawskiej (1972, magister inżynier elektronik w specjalności automatyka). W 1976 uzyskał stopień naukowy doktora nauk technicznych na Wydziale Elektroniki PW na podstawie rozprawy Własności wielopoziomowych metod dualnych optymalizacji (promotor Władysław Findeisen), a w 1988 habilitował się tamże na podstawie monografii Hierarchiczne metody rozwiązywania niewypukłych zadań optymalizacji i sterowania stanem ustalonym złożonych procesów. 30 czerwca 2003 otrzymał tytuł profesora nauk technicznych.
W 1972 rozpoczął pracę jako nauczyciel akademicki w Instytucie Automatyki PW (od 1994 Instytut Automatyki i Informatyki Stosowanej PW), w którym w 1993 uzyskał stanowisko profesora nadzwyczajnego, a następnie zwyczajnego. W latach 1996–2008 dyrektor Instytutu Automatyki i Informatyki Stosowanej PW, w latach 2012–2020 prodziekan ds. nauki Wydziału Elektroniki i Technik Informacyjnych PW. Od 2003 członek Komitetu Automatyki i Robotyki Polskiej Akademii Nauk.
Współautor książek Iterative Algorithms for Multilayer Optimizing Control (Imperial College Press, London 2005) oraz Advanced Control of Industrial Processes (Springer-Verlag, London 2007). Wypromował jedenastu doktorów.
Jest żonaty, ma troje dzieci.

## Odznaczenia i wyróżnienia
- Krzyż Kawalerski Orderu Odrodzenia Polski (2017)[5][6]
- Złoty Krzyż Zasługi[5]
- Medal Komisji Edukacji Narodowej[5]
- Nagrody Ministra Nauki, Szkolnictwa Wyższego i Techniki (pięciokrotnie)[5]
- Nagrody Rektora Politechniki Warszawskiej (wielokrotnie)[1]